# Gilia cana
Gilia cana är en blågullsväxtart. Gilia cana ingår i släktet gilior, och familjen blågullsväxter.

## Underarter
Arten delas in i följande underarter:
- G. c. bernardina
- G. c. cana
- G. c. speciformis
- G. c. speciosa
- G. c. triceps

## Bildgalleri

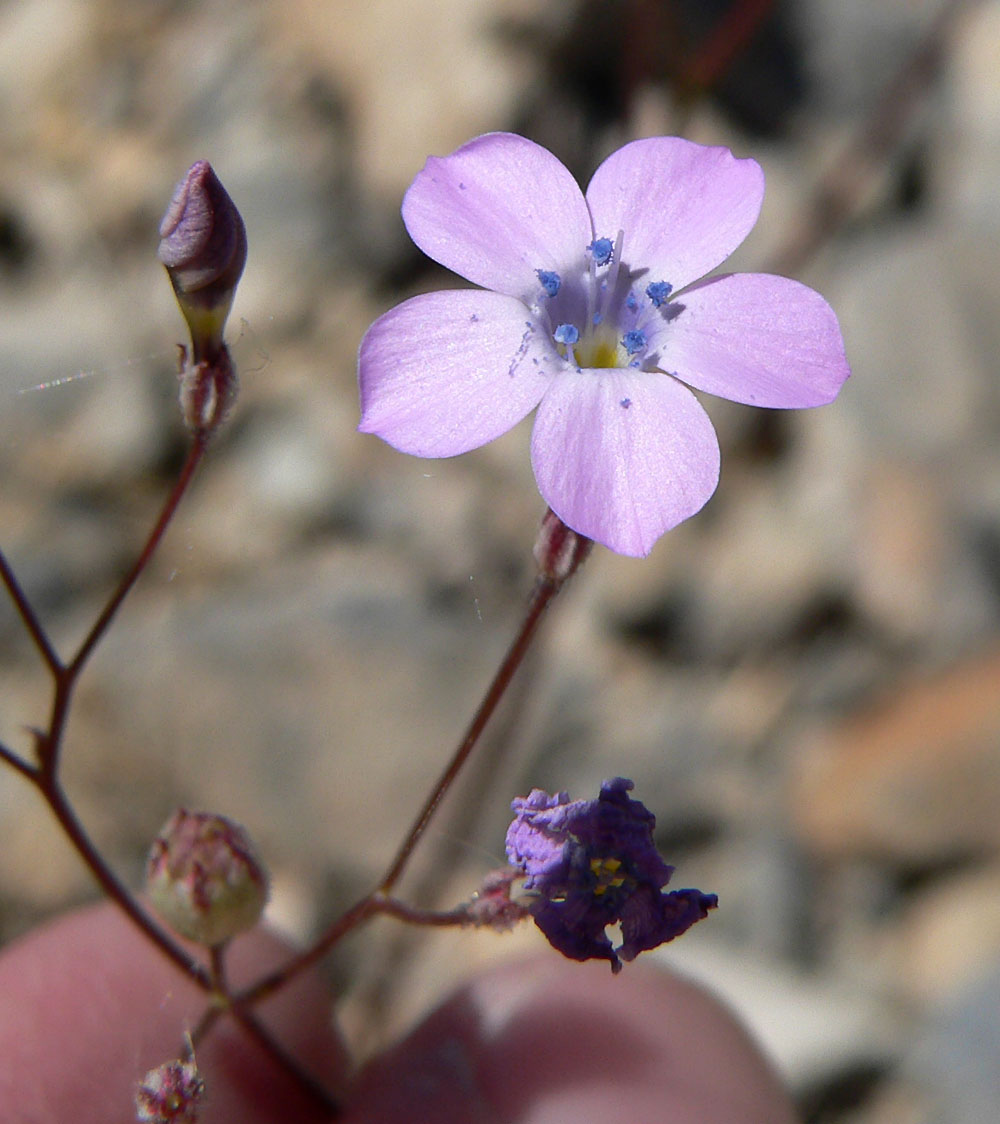
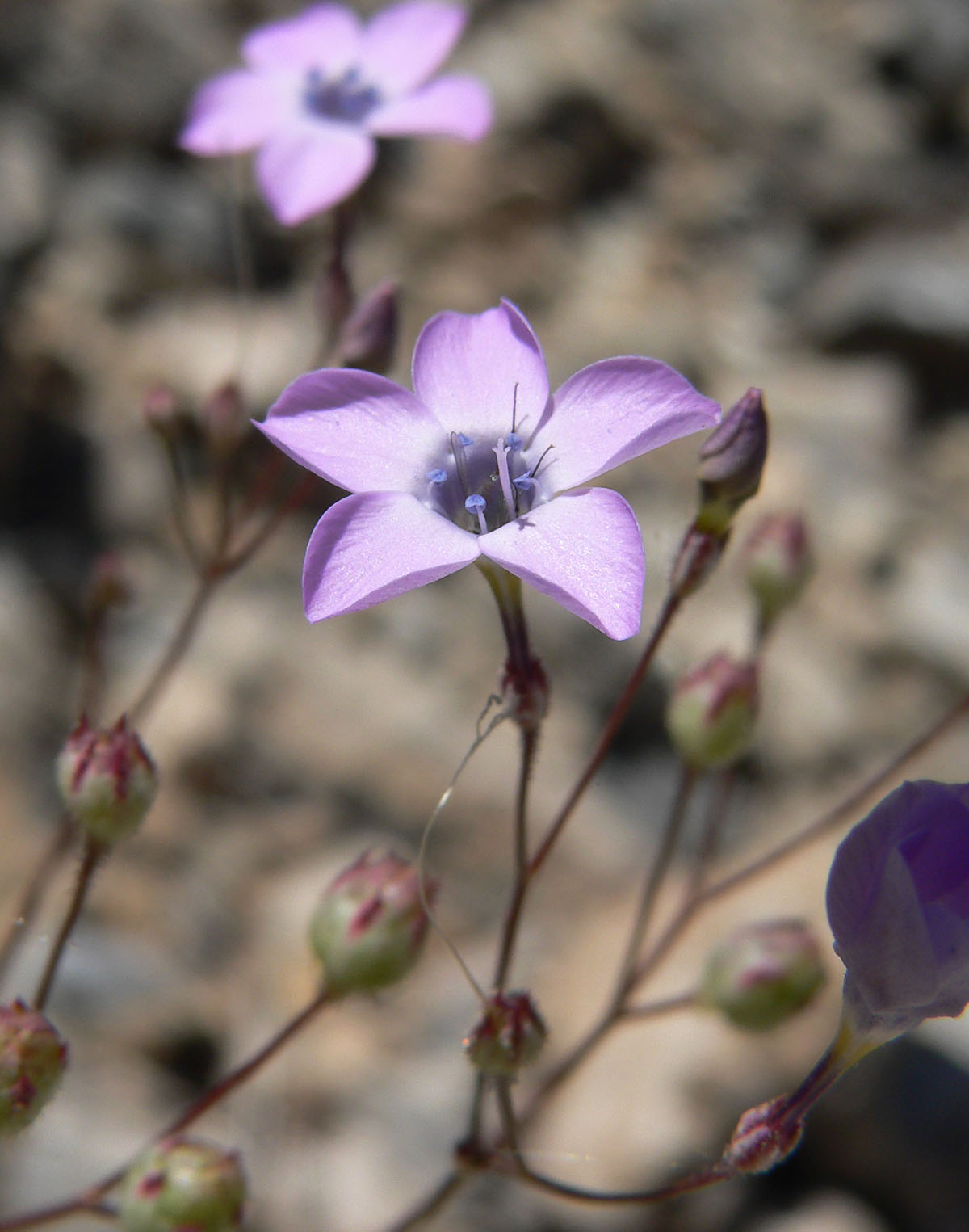
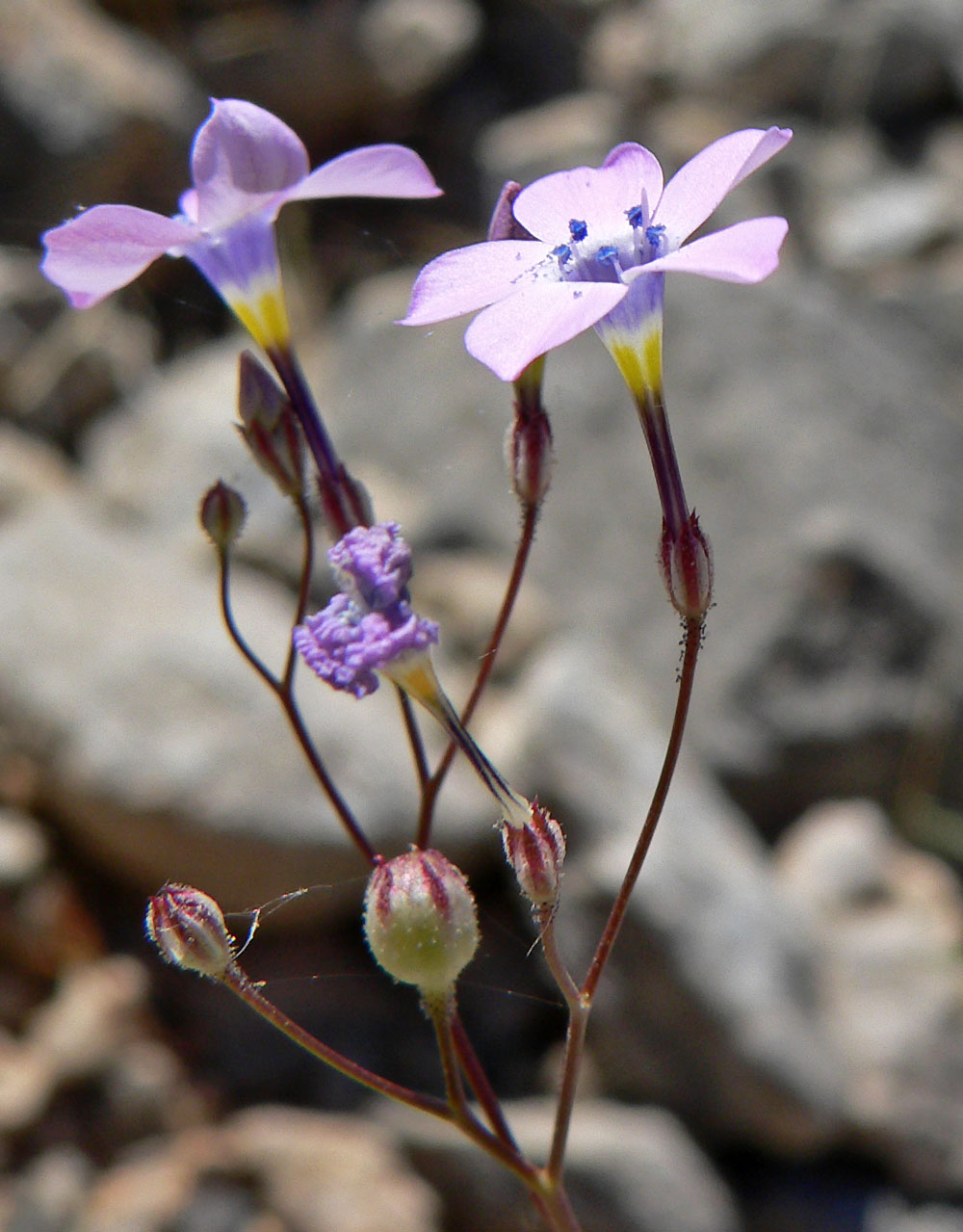
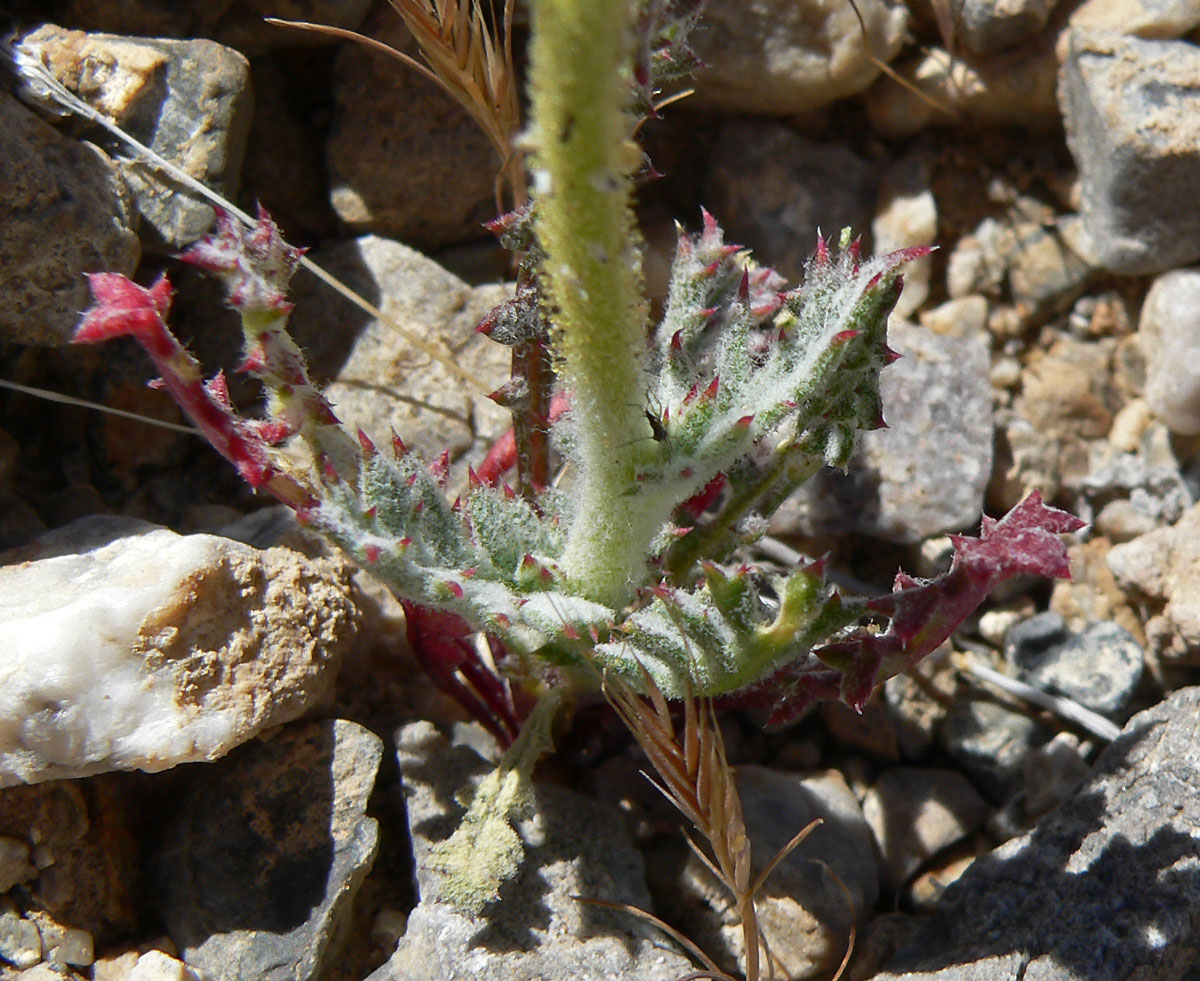
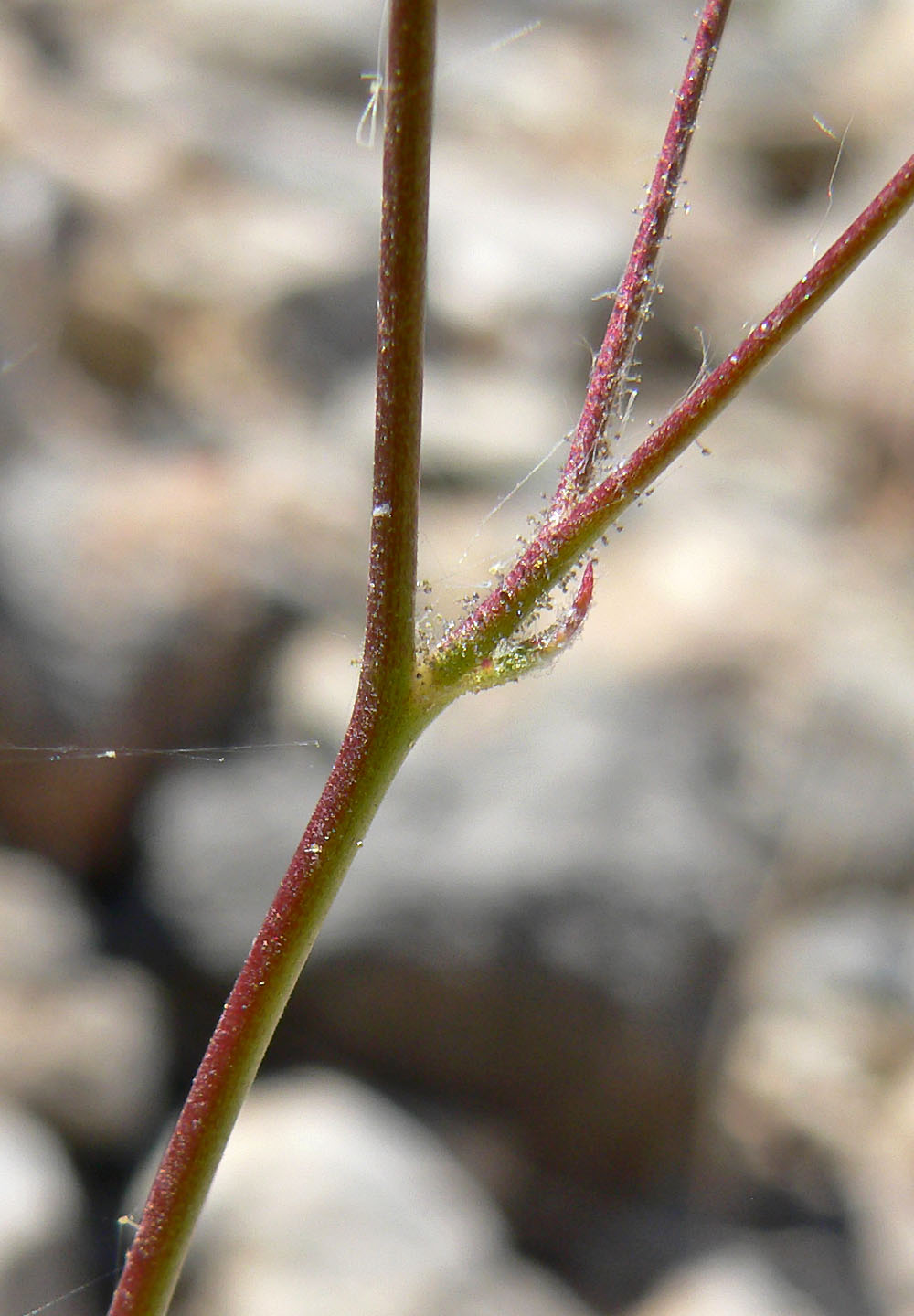
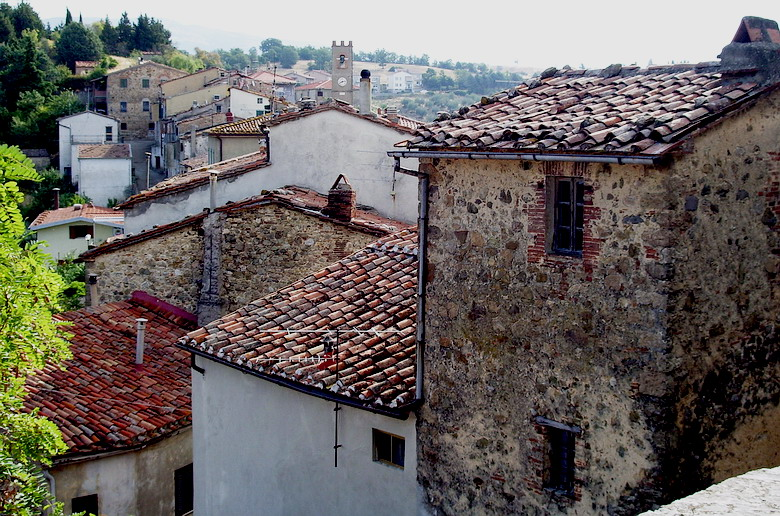